# Cyg OB2-12
Cyg OB2-12 je extrémně jasná hvězda patřící mezi modré veleobry. Její absolutní hvězdná velikost je minus 10,9, patří mezi nejzářivější známé hvězdy v Mléčné dráze. Původně se myslelo, že je hvězda ještě jasnější, později byla její svítivost určena jako polovina původního odhadu, přesto je více než dva miliony krát jasnější než Slunce. Bylo zjištěno, že hvězda je binární, druhá slabší hvězda je zhruba desetkrát méně jasná. Celková hmotnost systému je zhruba 120 hmotností Slunce, doba oběhu složek přibližně 30 let.
Hvězda je členem hvězdné skupiny Cyg OB2. Jedná se o shluk mladých hmotných hvězd asi 5000 světelných let daleko v Souhvězdí Labutě. Nachází se v oblasti Mléčné dráhy z níž je při pohledu ze Země viditelné světlo silně absorbováno mezihvězdným prachem. Prach způsobuje to, že se nám hvězda jeví jako zarudlá, přestože jde o mladou horkou hvězdu. Dále kvůli prachu vidíme hvězdu jen jako slabou hvězdičku hvězdné velikosti 11,4, k jejímu pozorování je tedy nutný dalekohled. Nebýt prachu, hvězdná velikost u Cyg OB2-12 by byla 1,5, hvězda by tedy byla podobně jasná jako Deneb.
Kolem hvězdy se nachází několik slabších hvězd. Jedna z nich je hvězdnou hlavní posloupnosti spektrální třídy B, která je asi o 2,3 magnitudy slabší než primární hvězda a kolem primární hvězdy oběhne zhruba jednou za 100–200 let. Druhá hvězda je slabší přibližně o 4,8 magnitudy.